# Uluguroscia vandammei
Uluguroscia vandammei är en kräftdjursart som beskrevs av Stefano Taiti och Franco Ferrara 2004. Uluguroscia vandammei ingår i släktet Uluguroscia och familjen Philosciidae. Inga underarter finns listade i Catalogue of Life.